# Валдис Домбровскис
Валдис Домбровскис (на латвийски: Valdis Dombrovskis) е латвийски политик от партиите „Ново време“ (2002 – 2011) и „Единство“ (от 2011).
Роден е на 5 август 1971 година в Рига. Произхожда от семейство с полски етнически произход. През 1995 година завършва икономика в Рижкия технически университет, а през 1996 година и физика в Латвийския университет. През 2002 – 2004 година е министър на финансите, а през 2009 – 2014 година – министър-председател на Латвия.
От ноември 2014 година е европейски комисар за еврото и социалния диалог в Комисията „Юнкер“, а от юли 2016 година заема и поста на еврокомисар за финансовата стабилност, финансовите услуги и съюза на капиталовия пазар. От 1 декември 2019 година е изпълнителен заместник-председател с ресор „Икономика в интерес на хората“ в Комисията „Фон дер Лайен“.